# Alberto's moeder
Alberto's moeder, beter bekend als mamá of Mevrouw Vermeersch is een onzichtbaar personage in de televisieserie Samson en Gert. Alberto noemt haar in bijna iedere aflevering.
Net zoals Gert spreekt Alberto’s moeder Alberto aan als Albert, tot zijn grote  ergernis. Het verschil is dat Alberto Gert wèl durft te wijzen hierop. De moeder van Alberto is lid van de hobbyclub en volgens Jeannine De Bolle is ze niet zo goed als zij, maar dat hoeft niet per se waar te zijn. 
In Alberto’s ogen kan zijn moeder enorm zeuren. Het gaat vooral over de kamer opruimen, tanden poetsen en handen wassen wat Alberto moet doen.

## Trivia
- Ze stofzuigt opvallend veel, althans, dit is wat haar zoon Albert vaak vermoedt wanneer zij niet antwoordt als hij haar roept.
- Haar stem was in drie afleveringen te horen:
  - Op een onbewoond eiland (1997)
  - Het goochelboek van Octaaf (1998)
  - De kapperswedstrijd (2001)